# Zamarada bathyscaphes
Zamarada bathyscaphes là một loài bướm đêm trong họ Geometridae.